# Gladsaxe Bibliotekerne
Gladsaxe Bibliotekerne er den fælles betegnelse for Gladsaxe Kommunes fem folkebiblioteker: Hovedbiblioteket i Buddinge og filialbibliotekerne i hhv. Bagsværd, Høje Gladsaxe, Mørkhøj og Værebro.
Gladsaxe Bibliotekerne har årligt mere end 580.000 besøgende, og over 1.200.000 udlån.

## Hovedbiblioteket
Hovedbiblioteket på Søborg Hovedgade i Buddinge er tegnet af arkitekt Erik Korshagen og opført i 1978-1979. Den strukturalistiske bygning er udsmykket ind- og udvendigt af kunstneren Bjørn Nørgaard. Udsmykningen er et typisk eksempel på eklektisk, postmodernistisk stil, idet den refererer til diverse elementer fra byggekunstens historie, f.eks. en antik søjle, en minaret og en pyramide. Endvidere har Nørgård placeret to bronzeafstøbninger, af henholdsvis ham selv og hans kone Lene Adler Petersen, på bibliotekets tag.

## Historie
Det første kommunale bibliotek i Gladsaxe Kommune blev stiftet da kommunen i 1935 overtog Gladsaxe Kommunes Bibliotek, der siden 1923, trods navnet, var blevet drevet af private, i lokaler på Søborg Skole. Siden stiftelsen i 1923 havde man haft udlånsfilialer i Gladsaxe og Bagsværd, og denne struktur blev bibeholdt efter den kommunale overtagelse. I 1940 flyttede hovedbiblioteket fra Søborg Skole til et nybygget bibliotek tegnet af arkitekt Vilhelm Lauritzen og beliggende på Gladsaxevej. Lauritzens bygning fungerede som hovedbibliotek indtil man i 1967 flyttede dette til Høje Gladsaxe Center, som i dag huser filialen Høje Gladsaxe Bibliotek. Her lå hovedbiblioteket indtil indvielsen af den nuværende bygning i 1979. Mørkhøj fik sit første filialbibliotek i 1949, Værebro i 1968. Fra 1951 til 1964 lå der ydermere et lokalbibliotek i Stengårds-kvarteret.

## Fodnoter
1. ↑  Gladsaxe Bibliotekerne: Årsberetning og statistik 2008.
2. ↑  Skriver, s.164-171
3. 1 2  Ibid
4. ↑  Lebech, s. 210-212
5. ↑  Andersen, s.294